# 金门海峡 (美国)

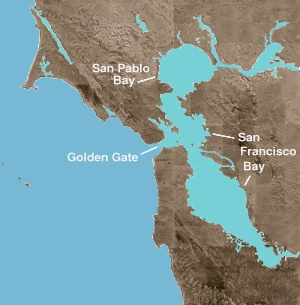
金門海峽的位置

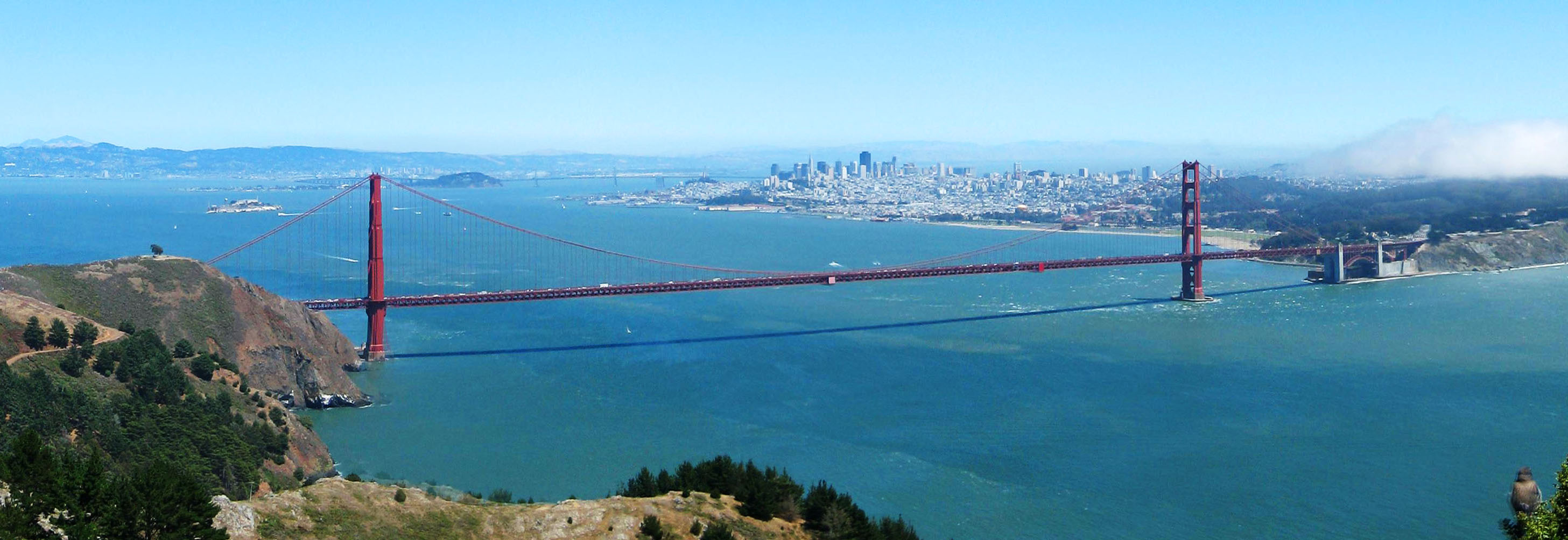
橫跨金門海峽的金門大橋與舊金山市區。

金門海峽（Golden Gate）是一個位于美国加利福尼亚州的海峽，东連三藩市灣，西部通往太平洋，南北宽1.6公里至3公里，东西长约8公里。金門大橋自1930年代橫跨這個海峽。旧金山市区位于海峡南岸，北岸则是马林县。 
該海峽位於37°49′N 122°29′W / 37.817°N 122.483°W。

## 外部連結
- National Park Service: Discovery of the Golden Gate （页面存档备份，存于）
- Digitally Restored Panoramic Composited View of The Golden Gate, Fort Point, and San Francisco Bay as seen from "Land's End" near Sutro Heights, c. 1895. （页面存档备份，存于）